# Sohnreyia ulei
Sohnreyia ulei är en vinruteväxtart som först beskrevs av Adolf Engler och Hermann August Theodor Harms, och fick sitt nu gällande namn av Appelhans & Kessler. Sohnreyia ulei ingår i släktet Sohnreyia och familjen vinruteväxter. Inga underarter finns listade i Catalogue of Life.